# 387 a.C.

## Eventos
- Lúcio Papírio Cursor, Lúcio Emílio Mamercino, pela terceira vez, Lúcio Valério Publícola, pela terceira vez, Licínio Menênio Lanato e Cneu Sérgio Fidenato Cosso, tribunos consulares em Roma.
- Platão funda a Academia.
- Artaxerxes II ocupa as cidades da Grécia Antiga.